# Рениновый рецептор
Рениновый рецептор — рецептор, способный связываться как с ренином, так и с проренином. Ренин-ангиотензин-альдостероновая система (РААС) — гормональный каскад, обеспечивающий гомеостатический контроль артериального давления, тканевой перфузии и внеклеточного объёма жидкости. Хотя первые работы по описанию ренина и РААС относятся ещё к 1898 году, только на протяжении последних 30 лет активизировалось изучение роли РААС в патологии. В последние же годы накапливаются удивительные данные о прямом влиянии ренина и его неактивного предшественника (проренина) на специфические рецепторы. Прорениновый рецептор представляет собой рецептор с одним трансмембранным доменом, который опосредует специфические эффекты ренина и проренина, независимые от ангиотензина и, таким образом, является одним из важнейших участников РААС тканевого уровня.
Это позволяет считать прорениновый рецептор перспективным объектом фармакологических исследований.